# Sassofono
Il sassofono, saxofono, o, semplicemente, sax, è uno strumento musicale aerofono ad ancia semplice. Fa parte della famiglia dei legni (e non degli ottoni) poiché, sebbene il corpo dello strumento sia normalmente di metallo (perlopiù in ottone), l'emissione del suono è provocata dalla vibrazione di un'ancia ricavata da canna comune (Arundo donax). La lunghezza della colonna d'aria vibrante, e quindi l'altezza del suono prodotto, viene modificata attraverso dei fori, controllati da chiavi, sul corpo dello strumento. Il sassofono classico è uno strumento traspositore in cui la nota più bassa dipende dalla versione (es. sassofono tenore in si♭, sassofono contralto in mi♭, etc.). Fu inventato da Adolphe Sax, da cui ha preso il nome, nel 1840 e brevettato il 28 giugno 1846. Ha avuto una grandissima e veloce espansione in moltissimi generi musicali grazie alle sue doti di espressività e duttilità. I sassofoni più grandi sono realizzati più spesso nella più ergonomica versione Tubax anche se, avendo il canneggio meno svasato, la definizione di sassofoni in questa versione non è universalmente accettata.
In generale, la famiglia dei sax è presente in quasi tutti i generi musicali moderni, anche se meno nella musica elettronica. La tendenza verso la musica sintetica e campionata ha solo scalfito la sua popolarità. A causa della sua recente invenzione, nella musica classica il sassofono è un po' penalizzato dalla limitata letteratura, ma è tuttavia presente, anche con ruoli di rilievo, nelle orchestre sinfoniche: si ricordi l'assolo per sax alto in Il Vecchio Castello dai Quadri di un'esposizione di Mussorgskij orchestrati da Maurice Ravel nel 1922. Inoltre, esiste un crescente corpus di musica cameristica originale per sassofoni, spesso in quartetto, e di trascrizioni. Dotato di una voce potente e di grande proiezione di suono, il sassofono ha un vasto uso bandistico: ad esempio, è molto impiegato nelle bande militari statunitensi e per questo motivo fu quasi subito presente nelle prime formazioni jazz, un genere musicale di cui è diventato il simbolo internazionale.

## Tipi di sassofono

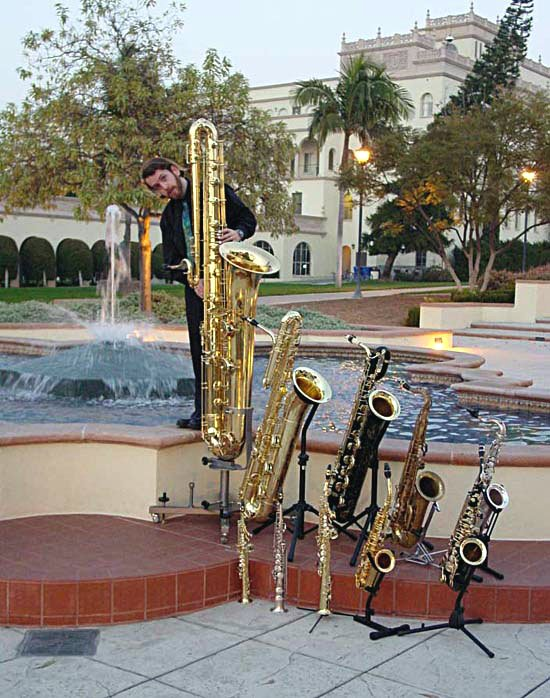
Jay C. Easton e la sua famiglia di sassofoni: contrabbasso, basso, baritono, tenore, C melody, alto, mezzo-soprano in Fa, soprano, soprano in Do e sopranino. (foto Adrienne Easton)

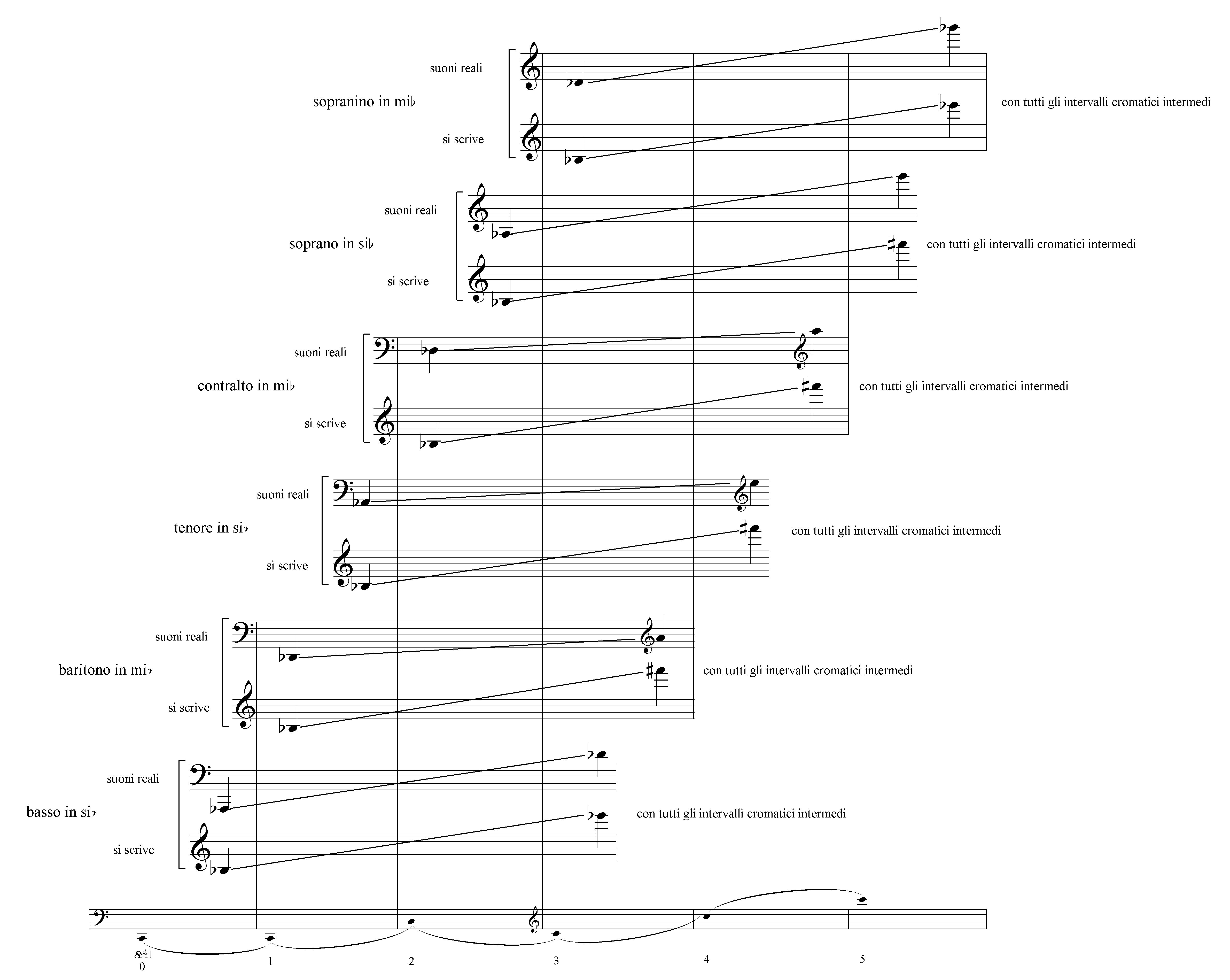
Estensione nei vari tipi di sassofono

La famiglia dei saxofoni, come concepita da Adolphe Sax, è costituita da 14 strumenti, di cui solo sei sono ancora in uso. In ordine di altezza decrescente gli strumenti sono questi:
- Il sassofono subcontrabbasso in si♭: progettato da Adolphe Sax, il suo secondo esemplare è stato presentato solo nel settembre 2010 dal costruttore brasiliano J'Elle Stainer. Prima di allora ne esisteva solo la versione tubax in si♭. La sua estensione è un'ottava sotto il sax basso.
- il sassofono contrabbasso in do: esiste soltanto come tubax e viene costruito su commissione dall'artigiano Eppelsheim.
- il sassofono contrabbasso in mi♭: estremamente ingombrante, pesante e raro. Il sax contrabbasso esiste in due versioni: estesa e compatta. Uno strumento affine e con un timbro simile è stato realizzato nel 1999 come tubax in mi♭. Si tratta di uno strumento di concezione diversa, dal canneggio molto più stretto meno conico e più ergonomico rispetto al sassofono contrabbasso standard, in qualche modo simile a un sarrusofono ad ancia semplice. La sua estensione è un'ottava sotto il baritono.
- il sassofono basso in si♭: anche questo è uno strumento che s'incontra raramente, con estensione di un'ottava sotto il tenore. Costituisce il basso fondamentale dell'orchestra standard di sassofoni (12 elementi, 1 sopranino, 2 soprani, 3 alti, 3 tenori, 2 baritoni, 1 basso) e ha goduto di una discreta diffusione durante gli anni venti e trenta nelle band Dixieland. È diffuso nelle tipiche bande da giro meridionali (Puglia, Campania, ecc.) che crea assieme al sax baritono un impasto ricco di sonorità.
- il sassofono baritono in mi♭: è il sassofono di uso comune dall'intonazione più grave: viene suonato abitualmente senza particolari supporti (mentre gli strumenti più gravi vengono anche appoggiati a terra tramite treppiedi o sostegni simili). Tra i sassofoni comuni, si distingue per le dimensioni e la caratteristica voluta del collo. La sua estensione, una quinta sotto il tenore, va dal re♭2 al la4. Spesso viene realizzato con la campana allungata per poter suonare anche il la grave (do2 reale).
- il sassofono tenore in si♭: la sua estensione è una quinta sopra il baritono (dal la♭2 al mi5). Di uso comune, incarna l'immagine del sassofono nell'iconografia popolare. Si riconosce per via della caratteristica "gobba" del collo (Chiver).
- il sassofono C melody (C-Melody sax) in do, un tenore non traspositore, piuttosto raro. Fu lo strumento responsabile della cosiddetta "Saxual Revolution" negli USA attorno agli anni venti in quanto essendo non traspositore permetteva di leggere le partiture di altri strumenti di maggior diffusione (pianoforte, flauto, violino, eccetera) facilitandone l'impiego tra i dilettanti. In epoca moderna alcuni produttori hanno ripreso la produzione di questo strumento, con meccanica moderna.
- il sassofono contralto o "alto" in mi♭: di uso comune, è esteso a partire da una quarta sopra il tenore (dal re♭3 al la5). Tra tutti gli strumenti della famiglia, è quello che offre il miglior compromesso tra dimensioni, peso, imboccatura, ergonomia delle mani e problemi d'intonazione: per questo motivo è spesso consigliato come primo strumento. Può presentarsi in due forme: curvo o dritto. Questa seconda forma, in produzione attorno agli anni venti dalla Buescher, è estremamente rara anche se alcune ditte ne hanno ripreso la fabbricazione.

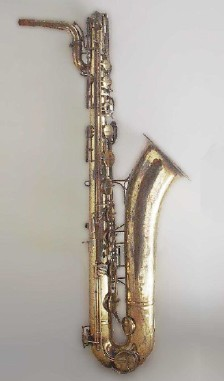
I sassofoni di misure diverse suonano in registri differenti. Questo sax baritono, ad esempio, suona note più basse di un sax tenore, e un'ottava più in basso di un sax contralto.

- il sassofono mezzo soprano in fa: sorta di contralto più piccolo, dal collo tipicamente inclinato di circa 45 gradi rispetto al fusto. Fu prodotto in forma diritta dalla Conn con il nome di Conn-O-Sax: questo era una sorta di incrocio tra il sassofono di cui conserva la meccanica e il bocchino e il corno inglese, di cui conserva la tipica campana "a pera" e il taglio in fa. Era un sax piuttosto innovativo a causa dell'estensione maggiorata: possedeva infatti una chiave in più nel grave che consentiva di scendere fino al la grave (in seguito adottata nei baritoni) e ben due chiavi in più nell'acuto che rendevano possibili le note fa♯ e sol sovracuto. A causa dello scarso successo commerciale e del costo piuttosto elevato molti strumenti furono utilizzati in fabbrica per insegnare agli apprendisti i principi della riparazione e costruzione degli strumenti, di conseguenza distrutti. Entrambi questi strumenti sono molto rari ed estremamente costosi in quanto oggetti di collezionismo.
- il sassofono soprano in si♭: esteso a partire da una quinta sopra il contralto, dal La♭3 al Fa6. Normalmente diritto, esiste anche in versione curva e semicurva, detto anche saxello, che fu brevettato dalla King attorno agli anni venti. Nel 1997 la Borgani ha presentato un modello con campana intercambiabile, che permette al musicista di variare il timbro o la propagazione del suono. Dato che i fori portavoce sono molto piccoli, vi sono problemi di costruzione del soprano che hanno causato gravi problemi d'intonazione limitandone l'uso. Nella musica moderna è tornato in auge a partire dagli anni quaranta grazie a Sidney Bechet e John Coltrane. Il timbro del sassofono soprano, ispirato al Mark VI di Selmer, è tipicamente nasale e sottile, con una dolcezza che può ricordare l'oboe; alcuni modelli di concezione più moderna possono avere un suono più rotondo e pieno. Si tratta del più acuto sassofono di uso comune.
- il sassofono soprano in do: come il C-melody, intonato un'ottava sopra. Estremamente raro.
- il sassofono sopranino in mi♭: molto raro, strumento più acuto della tipica orchestra di sassofoni. Può presentarsi in due forme: dritto e curvo.
- il sassofono sopranissimo in si♭: questo raro strumento fu messo a punto da Benedikt Eppelsheim nel 2002 ed è stato battezzato "soprillo" dall'inventore. Di dimensioni pari a quelle di un ottavino, la sua costruzione ha richiesto l'applicazione di un foro portavoce dentro al bocchino.

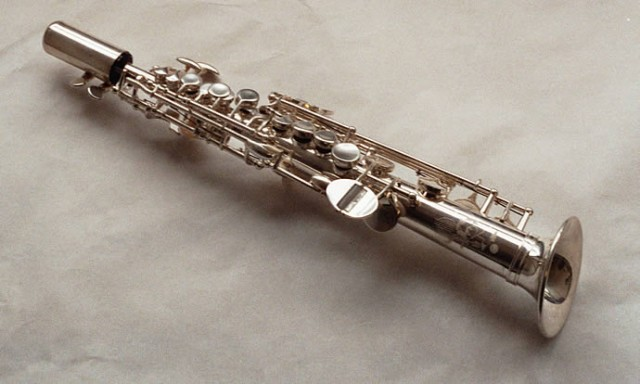
Sassofono soprillo

## Storia del sassofono

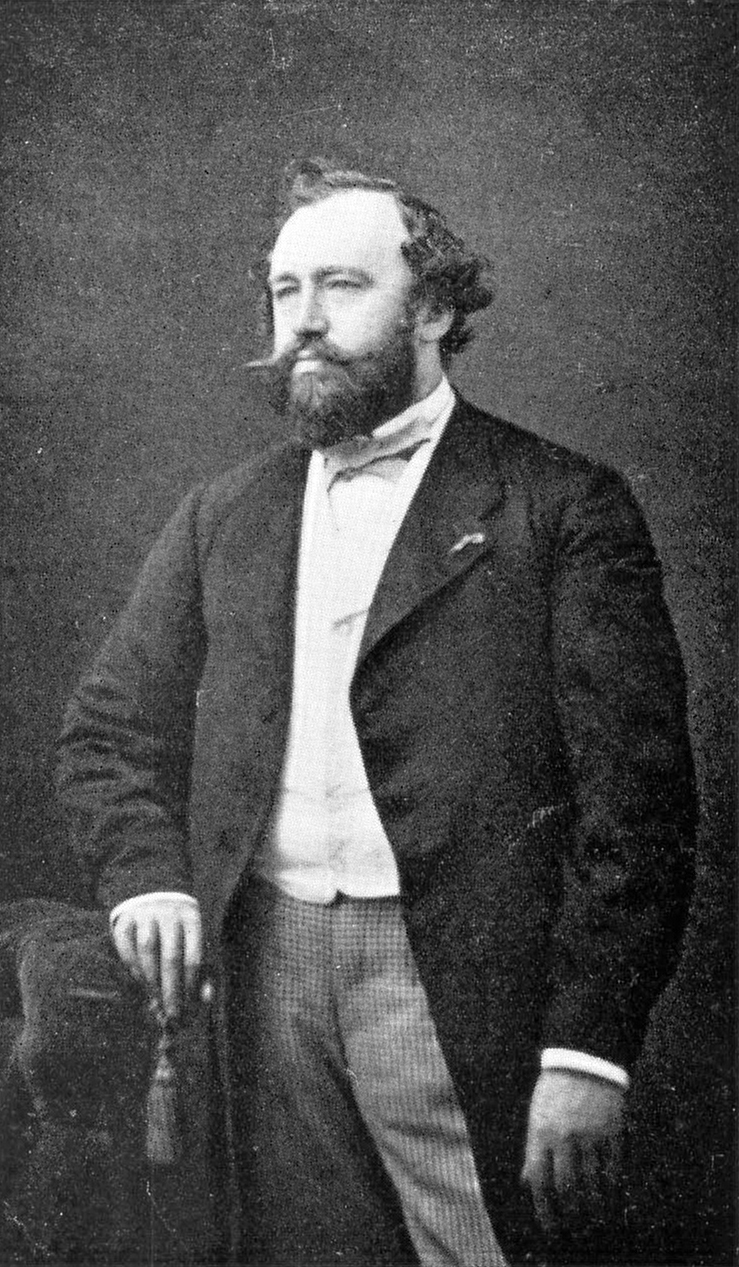
Adolphe Sax

Il belga Antoine Joseph Sax, detto Adolphe Sax (1814-1894), cercò per tutta la vita di perfezionare gli aerofoni, inventando dispositivi per migliorarne l'intonazione, il suono e la facilità di esecuzione, e depositando 33 brevetti.
Dopo essersi concentrato su vari aerofoni e soprattutto sui clarinetti, Sax costruì uno strumento che univa l'imboccatura ad ancia semplice del clarinetto e il corpo dell'oficleide, uno strumento della famiglia degli ottoni di forma conica e dotato di un sistema di chiavi simile al clarinetto, all'oboe e al flauto traverso. Questo "ibrido", pur appartenendo alla famiglia dei legni e avendone la flessibilità tecnica, permette un grande volume di suono, paragonabile a quello degli ottoni. Il sassofono fece la sua prima apparizione pubblica nel 1841 presso l'Exposition de l'Industrie di Bruxelles sotto la forma di un basso in Do in ottone.
Nel 1844 il sassofono fu presentato presso l'Esposizione industriale di Parigi. Il 3 febbraio dello stesso anno il compositore Hector Berlioz, grande amico di Sax, diresse in concerto il suo corale Canto Sacro (Hymne Sacrée), trascritto dall'autore per tutti i nuovi strumenti prodotti da Adolphe Sax tra cui il sassofono. La partitura originale del suddetto brano è andata perduta ma è stata ricostruita e riagganciata per ensemble di sassofoni dal francese Jean-Marie Londeix. Nel mese di dicembre, il sassofono esordì all'orchestra del Conservatorio di Parigi nell'opera di Georges Kastner Le Dernier Roi de Juda.
Berlioz elogiò più volte lo strumento, a partire da un celebre articolo del giugno 1842 fino al lusinghiero capitolo dedicato al sassofono nel celebre Trattato di strumentazione, così come Gioachino Rossini, che già durante il suo soggiorno parigino nel 1844 dichiara, prendendo a testimone il suo editore Troupenas: "Con il sassofono, è la più bella pasta sonora che io conosca". Anche Gaspare Spontini, dopo aver visitato l'atelier di Sax, dichiarò in modo estremamente lusinghiero: "Dopo i reiterati inviti del Sig. Sax, fabbricante e inventore di numerosi strumenti a fiato, mi sono recato presso la sua fabbrica per conoscerli e per poterli ascoltare. Là, ho dovuto rendere giustizia in modo eclatante in presenza di numerosi e distinti artisti, e indirizzare dei complimenti lusinghieri e riconoscere i migliori meriti all'ingegnere, fabbricante e inventore Sig. Sax, i cui flicorni a cilindri (Saxhorn), clarinetti bassi e soprano, oltre che sassofoni soprattutto, mi sono parsi produrre degli eccellentissimi ed accattivanti effetti…".
Il 21 marzo 1846 Sax depositò il suo brevetto per «una famiglia di strumenti a venti chiavi detta dei Sassofoni» che comprendeva otto strumenti. La riorganizzazione della musica reggimentale e l'adozione, nel 1845, degli strumenti di Sax (sassofoni, saxhorn, saxtrombe e saxtube) da parte delle bande dell'esercito francese, misero Sax nella posizione di avere il monopolio per la fornitura dei suoi strumenti. Per promuovere questo esito, egli aveva organizzato un pubblico "scontro" tra due bande, il 22 aprile 1845 al Champ de Mars, cui parteciparono 20.000 spettatori e una giuria qualificata. I 45 elementi che suonavano strumenti tradizionali furono surclassati dai 38 elementi dotati di strumenti inventati o perfezionati da Sax.
Il suo brevetto scadde nel 1866 e la ditta Millerau fece brevettare il Saxophone-Millereau, con una chiave biforcata per il fa♯. Nel 1881, Sax estese il suo brevetto originale, allungando la campana per alloggiarvi il foro del si♭ grave e aggiungendo un portavoce per poter suonare il fa♯ e il sol acuti.
Tra il 1886 e il 1887 l’Association Des Ouvriers inventò la chiave del trillo per la mano destra, il sistema dei mezzi fori per le prime dita della mano, l'anello di regolazione dell'accordatura e la chiave doppia e perfezionò il meccanismo per cui la chiave del sol diesis poteva essere tenuta premuta assieme a qualsiasi dito della mano destra e apportò altre migliorie al Fa♯ biforcato e al si♭ grave. Nel 1888 Lecomte inventò la chiave d'ottava semplice e dei sistemi di rulli per il modello contrabbasso in mi♭.
Sax fu il primo insegnante di sassofono presso il Conservatorio Superiore di Parigi, dal 1857 fino alla chiusura nel 1870 dovuta alla guerra franco-prussiana. In Italia, il Conservatorio di Bologna adottò gli strumenti di Sax su consiglio di Gioachino Rossini nel 1844 e già nel 1884 nella pianta organica del Corpo di Musica Municipale di Milano (l'odierna Civica Orchestra di fiati del Comune di Milano) sono presenti un saxofono soprano, un contralto e un tenore.
Dopo alterne e tempestose vicende, l'industrioso e geniale Adolphe Sax morì in miseria a Parigi nel 1894.
La società "Adolphe Sax & Cie" fu acquistata dalla società "H. Selmer & Cie" nel 1928; il primo sassofono Selmer, il modello 22, era uscito nel 1921. Da allora la Selmer ha contribuito a migliorare lo strumento con cui aveva conquistato i mercati europei e americani, conquistandosi una posizione d'eccellenza. Fu notevole la produzione americana di questi strumenti; tra i costruttori si ricordano Conn, Buescher, Martin e King. La maggior parte dei fabbricanti di sassofoni (Buffet Crampon, Millereau, Gautrot, Couesnon) presenti in Francia alla fine del XIX secolo, sono stati gradualmente soppiantati da marchi internazionali quali Adler, Huller (Germania), Keilwerth, Yamaha e Yanagisawa (Giappone), che talvolta ravvivano a fini commerciali famosi marchi del passato: è il caso dell'italiana Grassi, il cui nome è risorto grazie a un fabbricante coreano. Esistono inoltre innumerevoli marchi commerciali (stencil) applicati a strumenti economici da studio prodotti in grande serie da aziende poco note, con sede soprattutto a Taiwan, e destinati al mercato dei principianti.

## Anatomia dello strumento

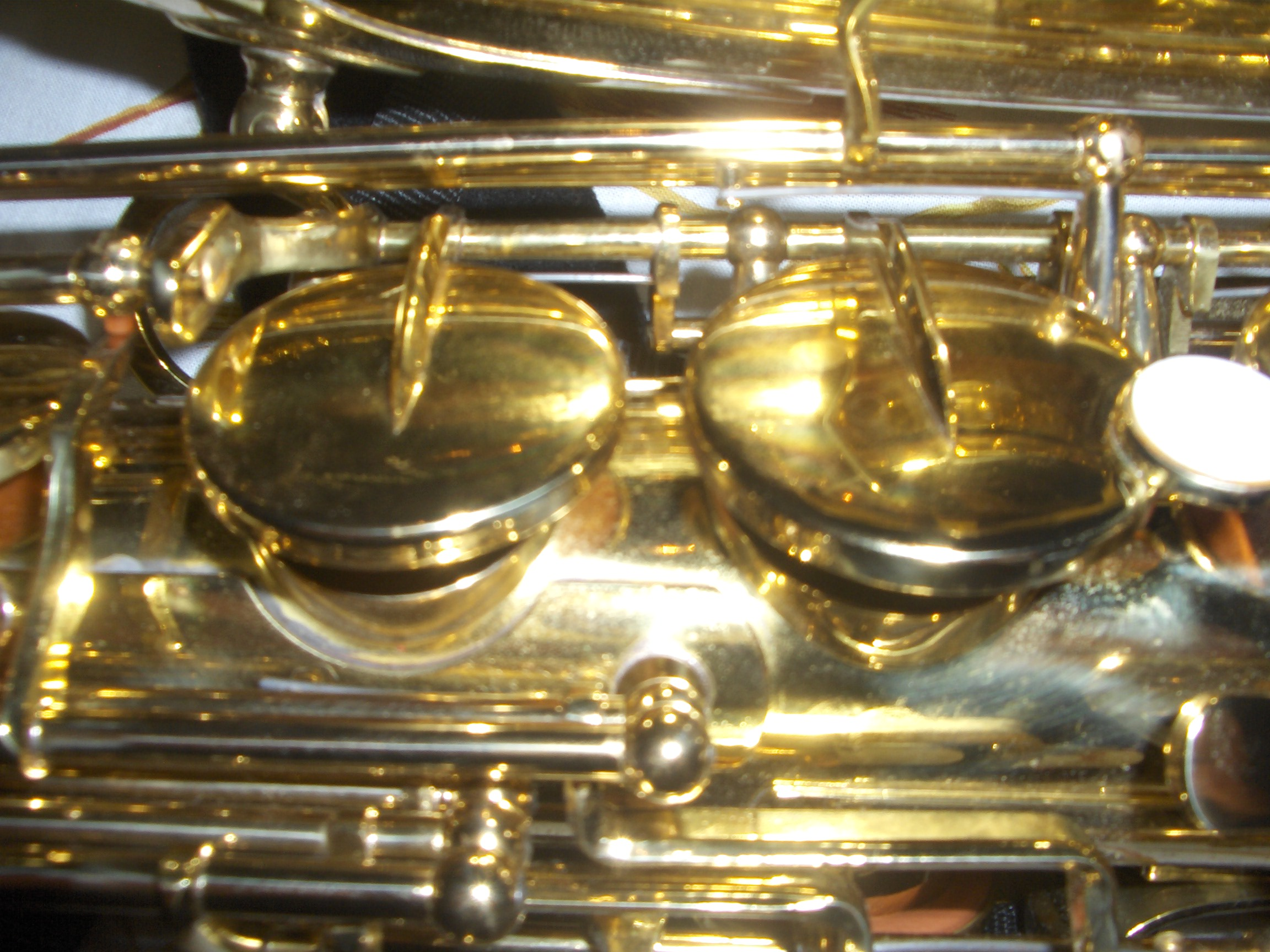
Chiavi di un sassofono (sax tenore)

Il sax è un ibrido tra il clarinetto, di cui conserva in sostanza il bocchino, e l'oficleide, strumento della famiglia degli ottoni sebbene venisse costruito in legno, di estensione grave il cui corpo presenta un sistema di chiavi per modulare le altezze dei suoni. Dopo aver realizzato svariati prototipi, Adolphe Sax approdò alla forma definitiva del sassofono adottando come materiale di costruzione l'ottone, in quanto l'utenza principale degli innovativi strumenti di Adolphe Sax era l'orchestra di fiati militare. Il legno presenta una serie di problemi legati all'usura, ai cambiamenti di clima e di umidità che lo rendono inadatto alla vita militare. Rispetto al clarinetto, che ha un canneggio cilindrico, l'inventore adottò un canneggio conico, simile a quello dell'oficleide, che permetteva una maggiore proiezione del suono e un'emissione completamente differente. Essendo il canneggio di forma e dimensioni differenti il contenuto armonico del suono è completamente diverso.
Inoltre, come l'oficleide, il sassofono è uno strumento "ottaveggiante": lo speciale sistema di foratura dei portavoce, permette di conservare la stessa diteggiatura per l'ottava grave e per quella acuta.
Il sassofono è composto da cinque elementi principali: il "bocchino", il "collo", il "fusto", le "chiavi" e la "campana". Negli strumenti di uso più comune (contralto, tenore e baritono) il bocchino e il collo sono separati e vengono montati sul corpo prima che lo strumento venga suonato. Corpo, chiavi e campana invece, costituiscono un corpo unico. Nel sax soprano, talvolta il collo è parte integrante dello strumento, talaltra è intercambiabile mediante un sistema uguale a quello che si trova su sax alto, tenore e baritono.
Il sassofono viene suonato in piedi o seduti, soprattutto i modelli più pesanti o in situazioni orchestrali, ed è sospeso al collo del musicista tramite un apposito nastro, detto collarino, agganciato al corpo dello strumento. Inoltre esistono innumerevoli modelli di imbracature per scaricare più ergonomicamente il peso dello strumento. Sul corpo dello strumento è avvitato un gancio in cui viene inserito il pollice della mano destra dello strumentista per dare stabilità allo strumento durante l'esecuzione.

### L'ancia

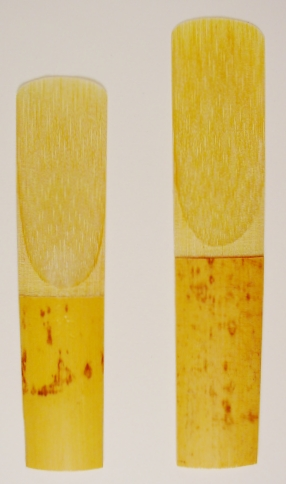
Ance per sassofono contralto e tenore

L'ancia è una lamina sagomata di legno ricavato dai fusti di canna comune, Arundo donax, specie del genere Arundo. Esistono anche ance ricoperte di plastica o realizzate in altri materiali (plastica, fibra di vetro, fibra di carbonio). Queste sono più omogenee e si adattano meglio del legno alle condizioni estreme di temperatura e umidità, ma non hanno il calore del suono proprio del legno.
Negli strumenti ad ancia semplice, come i sassofoni, il suonatore comprime l'ancia tra il labbro inferiore, che tiene ripiegato sull'arcata dentale per conferirgli rigidità, e la superficie piana del bocchino e soffia. Il getto d'aria così prodotto, oscillando dentro e fuori dal canale delimitato dalla superficie dell'ancia e dalla cavità del bocchino, pone in vibrazione l'ancia stessa che funge così da emettitore del suono.

### La legatura (o fascetta)
L'ancia viene fissata al bocchino tramite un elemento detto "legatura", che è una fascetta realizzata in metallo o materiale sintetico: il nome deriva dal fatto che in passato veniva utilizzato a questo scopo del comune spago, tecnica che alcuni strumentisti, soprattutto clarinettisti di scuola tedesca, usano ancora. La legatura ha una minima influenza sulle caratteristiche timbriche del sassofono. Tuttavia la sua funzione resta quella di fissare in modo solido l'ancia al bocchino. Esistono numerosi tipi di legature che differiscono sia per i diversi materiali impiegati (cuoio, materiale sintetico, legno, metallo) sia per i diversi tipi di fissaggio (a vite semplice, doppia, mediante placca di metallo, eccetera). Alcuni tipi di legature (Vandoren Optimum, Rovner Eddie Daniels, François Louis) sono costituiti da una placca smontabile e da un supporto di fissaggio. Queste legature permettono la sostituzione della placchetta con altre di diversa forma e tipo permettendo di modificare leggermente il suono e soprattutto la "resistenza" dell'ancia. Particolare è la legatura fabbricata da Winslow: l'ancia viene assicurata al bocchino mediante dei gommini posizionabili su dei forellini presenti nella fascetta. È possibile variare la posizione dei suddetti gommini modificando il suono e il comfort.

### Imboccatura o bocchino

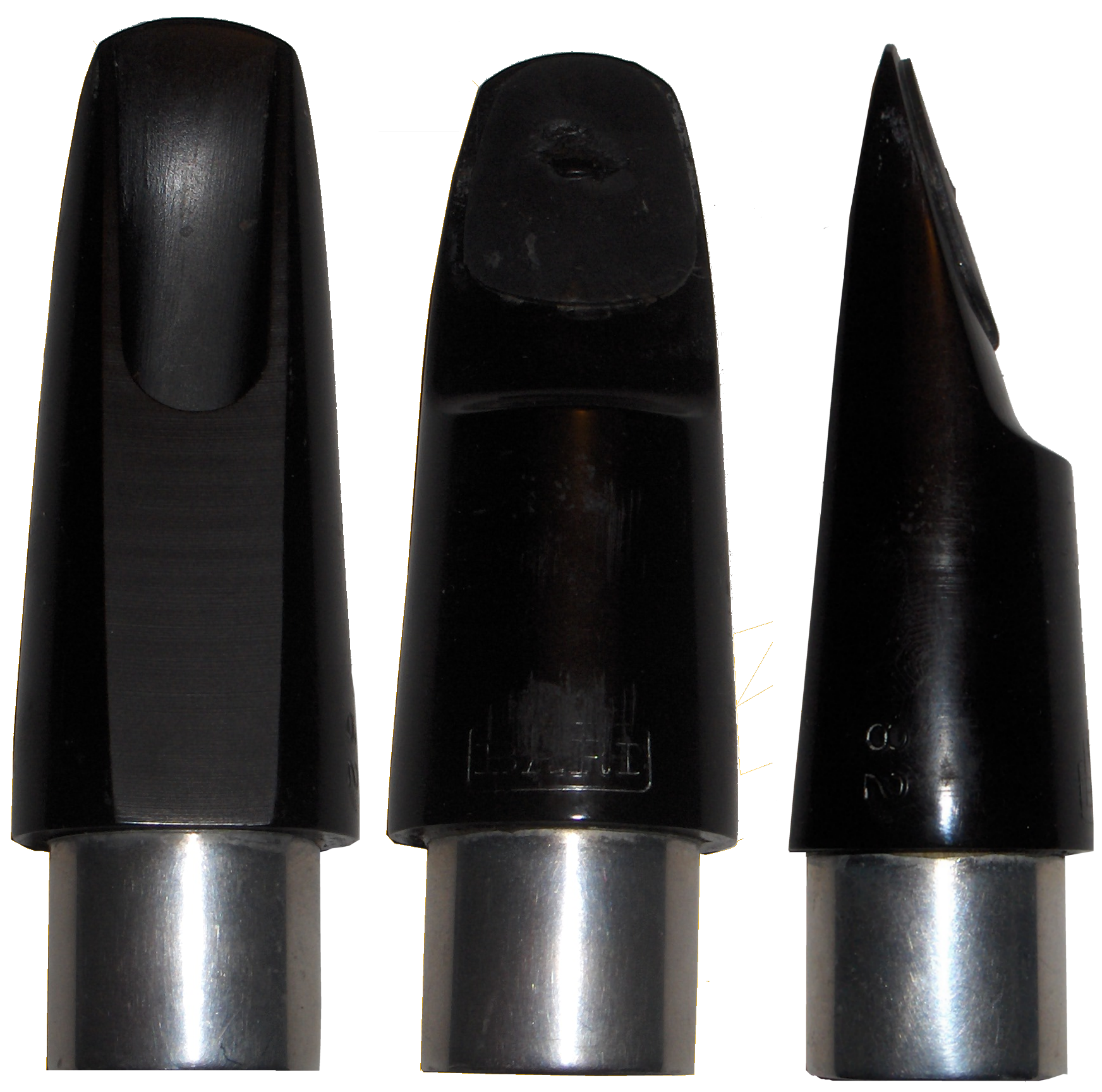
Tre viste di un'imboccatura per sassofono contralto (bocchino marca Bari)

Il sassofonista produce il suono applicando le labbra all'imboccatura, conosciuto anche come bocchino o becco, fissata all'estremità più sottile dello strumento. Questo elemento presenta dimensioni variabili a seconda dello strumento a cui viene applicato, è realizzato in svariati materiali tra cui l'ebanite, vari tipi di metallo (principalmente ottone, ma anche acciaio e argento massiccio), in tonolite (un minerale di quarzo), in legno (ebano, palissandro, eccetera), il cristallo, il vetro. Negli ultimi anni si è diffusa la produzione di imboccature in resina per abbassare i costi di lavorazione e per rendere più precisa la finitura dimensionale e geometrica. Le resine epossidiche sono inerti rispetto ad acidi ed enzimi, al pari del cristallo, e questo rende più igienico l'uso dell'imboccatura stessa.
Il materiale influisce comunque marginalmente sulla qualità timbrica del suono: sono piuttosto le caratteristiche costruttive, principalmente la cameratura interna, l'apertura e la forma e angolazione del tetto, a modificare profondamente il suono. Il timbro è determinato principalmente dal tipo e rigidità dell'ancia.
Il bocchino del sax è simile all'imboccatura del clarinetto dal quale deriva: internamente cavo, presenta un'estremità sottile detta labbro e, sulla faccia piana alla quale viene fissata l'ancia, una fenditura arrotondata che comunica con una cavità risonante interna detta camera; da qui vibrazioni vengono trasmesse al resto dello strumento attraverso l'accoppiamento con il collo.

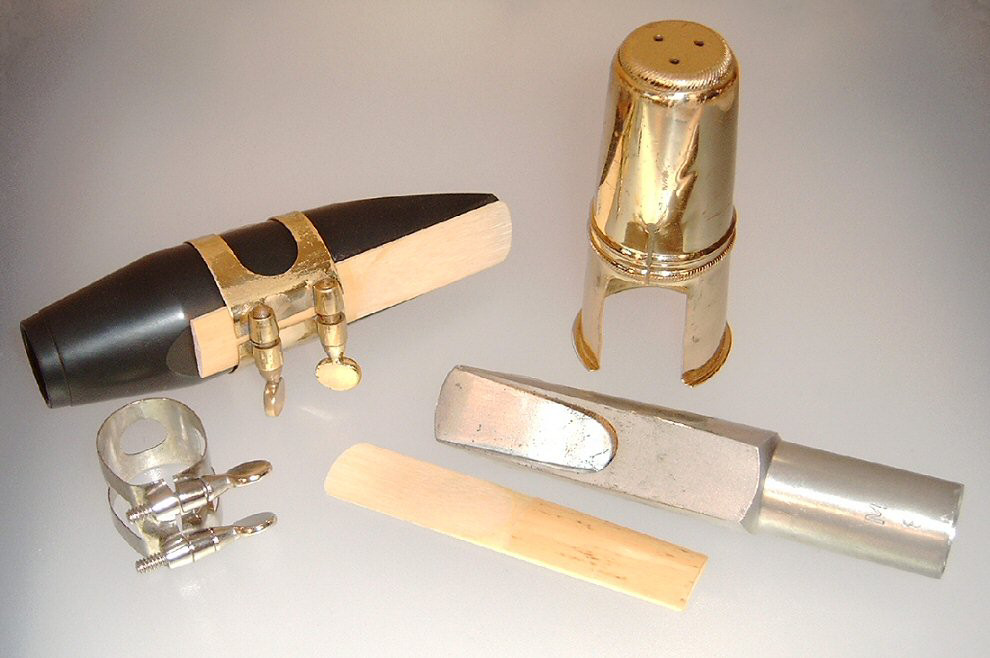
Bocchini per sax tenore in ebanite e in metallo

La parte inferiore del bocchino, chiamata "finestra", è la superficie dove l'ancia va a contatto durante la vibrazione. I binari e il ciglio frontale che delimitano la "finestra" hanno uno sviluppo superficiale curvo (mostrato in figura): la curvatura dei binari (la simmetricità tra il profilo del binario destro e quello sinistro) hanno un'influenza enorme su come e quanto l'ancia vibra e di conseguenza sul suono dello strumento.
Il piano dove poggia l'ancia è una delle parti più delicate del bocchino e spesso può presentare delle difformità e non presentare una superficie perfettamente piatta. Quando si verifica ciò, l'ancia aderisce male al bocchino e il suono risulta compromesso: si possono avere difficoltà nell'attacco, suono "soffioso" o acido, fischi, eccetera. Come succede per il resto dello strumento, la produzione in serie tende a essere piuttosto grossolana sotto questo punto di vista: questa è una delle principali cause della tendenza di molti sassofonisti a ricercare becchi artigianali o almeno costruiti secondo tolleranze di lavorazione molto più strette. Ciò fa lievitare enormemente il prezzo delle imboccature considerate "di pregio", moderne o antiche che siano. Spesso per far fronte a questi problemi sulle imboccature ci si rivolge a tecnici specializzati nell'ottimizzazione delle imboccature per strumento ad ancia singola.
La forma di questa curva e la forma della camera risonante interna al bocchino, assieme al suo accoppiamento con l'ancia e alla scelta di quest'ultima, sono tra i parametri che determinano il suono dello strumento. Un altro di questi parametri è la forma del collo dello strumento. L'influenza del resto dello strumento è assai inferiore.
Il bocchino viene infilato sul collo dello strumento che ha una forma conica ed è, nella parte iniziale, rivestito da un foglio di sughero, spesso lubrificato con appositi prodotti di consistenza cerosa, per permettere allo strumentista di regolare l'intonazione dello strumento variando la posizione del bocchino sul collo: a posizioni più avanzate, che diminuiscono la lunghezza e il volume del sistema risonante, corrispondono intonazioni più acute.
In passato la Conn brevettò un sistema innovativo e complesso nella realizzazione denominato "Microtuner Neck". Il collo in questo caso presentava una ghiera ruotabile seguito da una piccola porzione di collo rivestita dal sughero: si posizionava il bocchino sul sughero fino a toccare la ghiera. Per intonare il sax era necessario ruotare leggermente la ghiera verso destra (il tubo si accorcia, quindi l'intonazione sale), o verso sinistra (il tubo si allunga, quindi l'intonazione scende). Il "Microtuner Neck" permetteva di accordare lo strumento in modo estremamente accurato anche durante l'esecuzione di un brano. Tuttavia scomparve negli anni quaranta circa visti i costi enormi di produzione, poiché la tendenza del mercato si orienta sempre più verso strumenti fabbricati in serie e a bassi costi e soprattutto vista la delicatezza intrinseca del sistema, che in condizioni critiche poteva comportare perdite di aria.

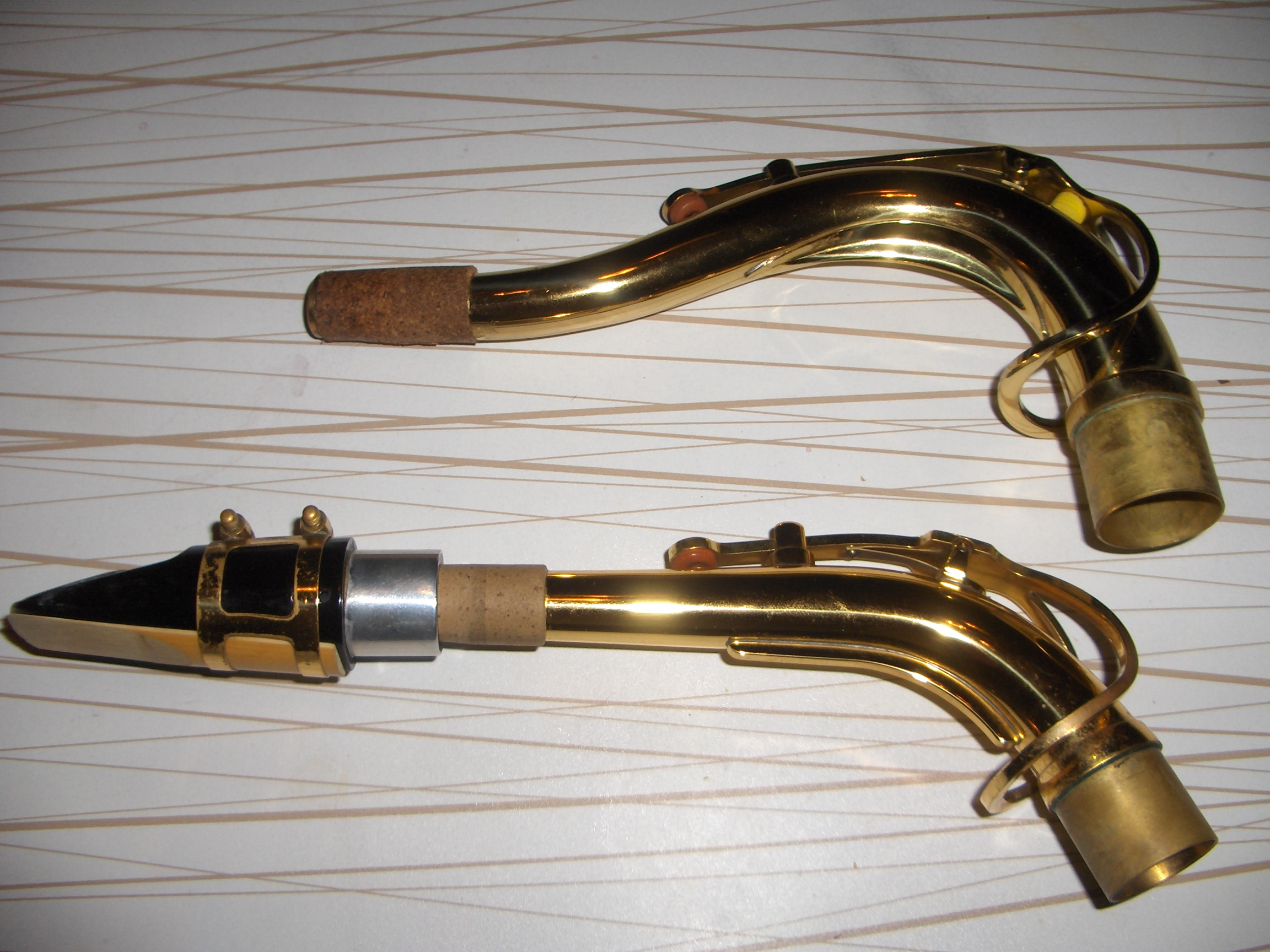
Chiver di sax tenore e assemblaggio di ancia, bocchino e chiver di un sax contralto

### Le chiavi
Le chiavi servono per chiudere e aprire i fori presenti nel fusto dello strumento, allo scopo di variare la lunghezza della colonna d'aria in risonanza all'interno dello strumento producendo così note di diversa altezza.
I sassofoni moderni hanno in media 23 piattelli premuti da nove dita del musicista: il pollice destro viene usato come punto di appoggio per assicurare l'equilibrio dello strumento. Il pollice sinistro poggia su un apposito bottone e concorre a controllare lo strumento. Inoltre, con la punta, aziona il portavoce: questa è una chiave che, a parità di posizione, permette l'esecuzione delle note nella seconda ottava. Inoltre si utilizzano il palmo della mano sinistra (note della terza ottava, dal re al fa♯ e sopracuti) e la prima falange dell'indice destro (si♭ e varie posizioni della terza ottava e sopracuti).
Secondo la tecnica tradizionale, ogni chiave è associata a un dito ben preciso, e il suo piattello è posizionato nel punto ergonomicamente più adatto: per alcuni passaggi tecnici si possono utilizzare posizioni delle dita eterodosse. Esistono artigiani specializzati nella realizzazione di strumenti adatti a persone prive di qualche falange o di un'intera mano.

## Sassofonisti jazz
Tra gli strumentisti che hanno contribuito a diffondere l'utilizzo del sassofono in ambito jazzistico, genere musicale in cui si è probabilmente maggiormente sviluppato, vanno ricordati:
- Cannonball Adderley (sax contralto)[2]
- Sidney Bechet (sax soprano)[3]
- Michael Brecker (sax tenore)[4]
- Don Byas (sax tenore)[5]
- John Coltrane (sax tenore)[6]
- Paul Desmond (sax contralto)[7]
- Stan Getz (sax tenore)[8]
- Coleman Hawkins (sax tenore)[9]
- Gerry Mulligan (sax baritono)[10]
- Charlie Parker (sax contralto)[11]
- Sonny Rollins (sax tenore)[12]
- Archie Shepp (sax tenore)[13]
- Wayne Shorter (sax tenore)[14]
- Phil Woods (sax contralto)[15]
- Lester Young (sax tenore)[16]